# Gasa (stad)
Gasa is een plaats in Bhutan. Het ligt in het noordwesten van het land en is de zetel van het district Gasa.